# Kalle Anka på honungsskörd
Kalle Anka på honungsskörd (även Kalle Ankas honung) (engelska: Honey Harvester) är en amerikansk animerad kortfilm med Kalle Anka från 1949.

## Handling
Biet Spike är i full gång att samla nektar från blommorna i Kalle Ankas växthus, som han sedan förvarar i kylaren på en gammal bil för att producera honung. När Kalle upptäcker vad som händer gör han allt för att roffa åt sig honungen.

## Om filmen
Filmen hade svensk premiär den 26 november 1950 på Sture-Teatern i Stockholm och ingick i kortfilmsprogrammet Kalle Ankas bravader tillsammans med sju kortfilmer till; Kalle Anka som jultomte, Pluto som gårdvar, Musse Piggs kelgris, Konståkning på trissor (ej Disney), Pluto akrobat, Kalle Anka på camping och Kalle Anka på friarstråt.

## Rollista
- Clarence Nash – Kalle Anka[8]